# 棒グラフ
棒グラフ（ぼうグラフ、英: bar chart, bar graph）は、長方形など四角い棒の長さなど、何らかの値を表現するグラフ。棒グラフは2つ以上の値を比較したりするのに使われる。

## 表現
棒グラフではデータの大きさを棒の高低で表現する。棒の延びる方向は垂直方向の場合と水平方向の場合がある（縦棒グラフと横棒グラフ）。
棒グラフのデータの並べ方に特に決まりはないが、見やすいように数値の大小、北から南、五十音順、時間軸などを基準に並べることもある。
その他、グループ（系列）毎をまとめた集合棒グラフ、構成内容を積み上げ、全体で合計となる積上げ棒グラフ、100%積み上げグラフ、系列を拡張した3次元棒グラフなどがある。
なお、グラフの表現には他に自動車のイラストの個数で自動車の生産台数などを表す絵グラフがある（絵グラフの場合はイラストの個数ではなく面積の大きさで数値の大きさを表現することもある）。

## 例
例として、2004年の欧州議会選挙結果と1999年の欧州議会選挙結果を使う。以下の表は各政党が獲得した議席数である。1999年の総議席数は少ないので、1.16933倍して、2004年のときと総議席数が同じになるようにしてある。
| 政党   | 議席数 (2004) | 議席数 (1999) |
| ------ | ------------- | ------------- |
| EUL    | 39            | 49            |
| PES    | 200           | 210           |
| EFA    | 42            | 56            |
| EDD    | 15            | 19            |
| ELDR   | 67            | 60            |
| EPP    | 276           | 272           |
| UEN    | 27            | 36            |
| その他 | 66            | 29            |

上記の2004年の選挙結果を棒グラフにしたものを以下に示す（このとき、棒の高さを高い順に整列させるとパレート図になる）。
次の集合棒グラフは各政党の議席数について2004年の結果と1999年の結果を両方示したものである。